# Quadronno
Le Quartiere Quadronno (litt. « quartier de Quadronno ») est un quartier situé dans le centre historique de la ville italienne de Milan. Quadronno est considéré comme le plus ancien « contrada » de la ville.

## Situation
Le Quartiere Quadronno est l'un des quartiers les plus riches de Milan. Le quartier est situé dans la zone comprise entre le Largo della Crocetta et le Corso di Porta Vigentina jusqu'aux jardins de la Via della Guastalla, Viale Beatrice d'Este - Viale Filippetti (angle Via Cassolo) et Corso Italia jusqu'à la Piazza Missori.
Le Quartiere Quadronno est l'un des plus chers de toute l'Italie,.

## Architecture
Quadronno se caractérise par des bâtiments conçus par des architectes des années 1950.

## Galerie

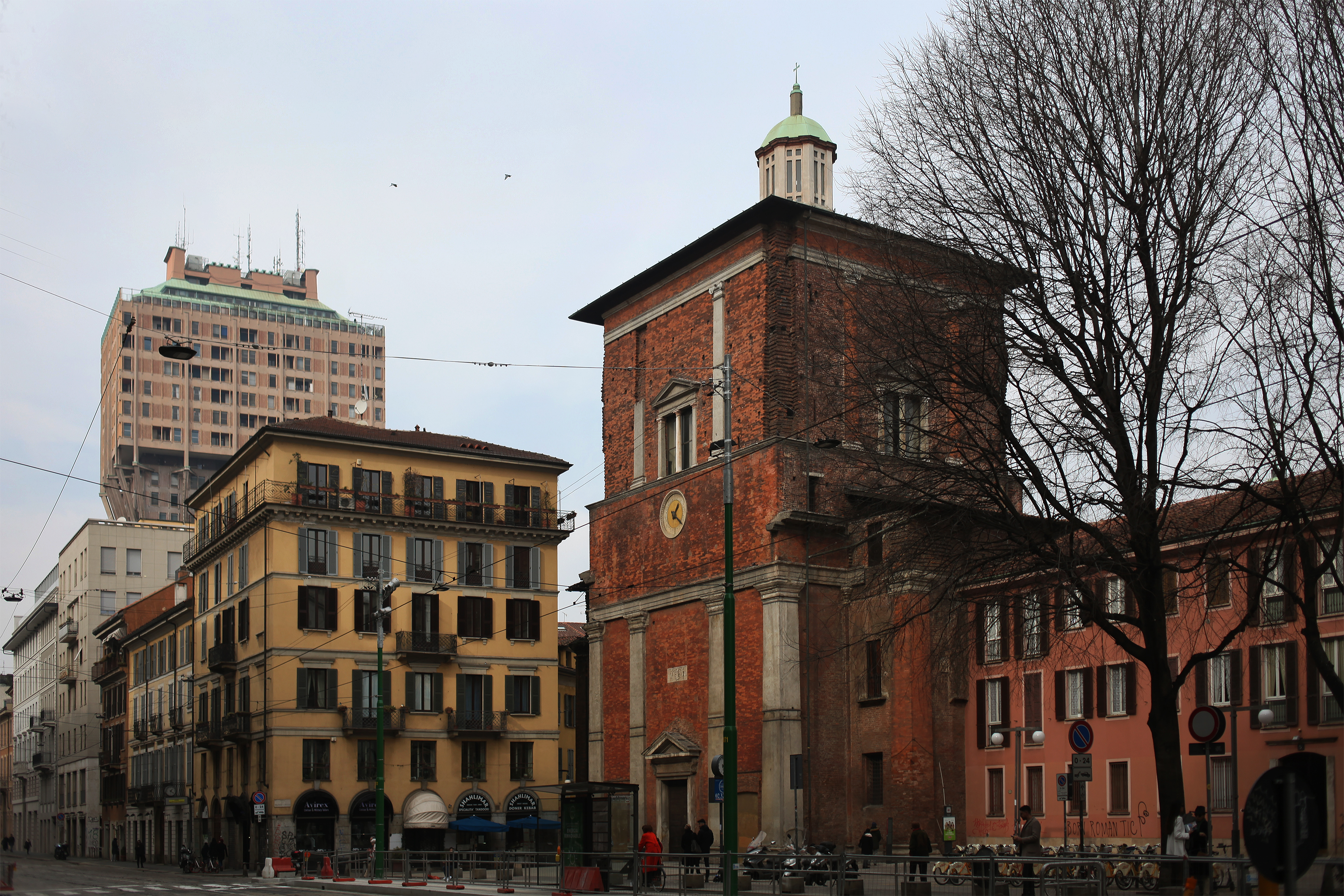
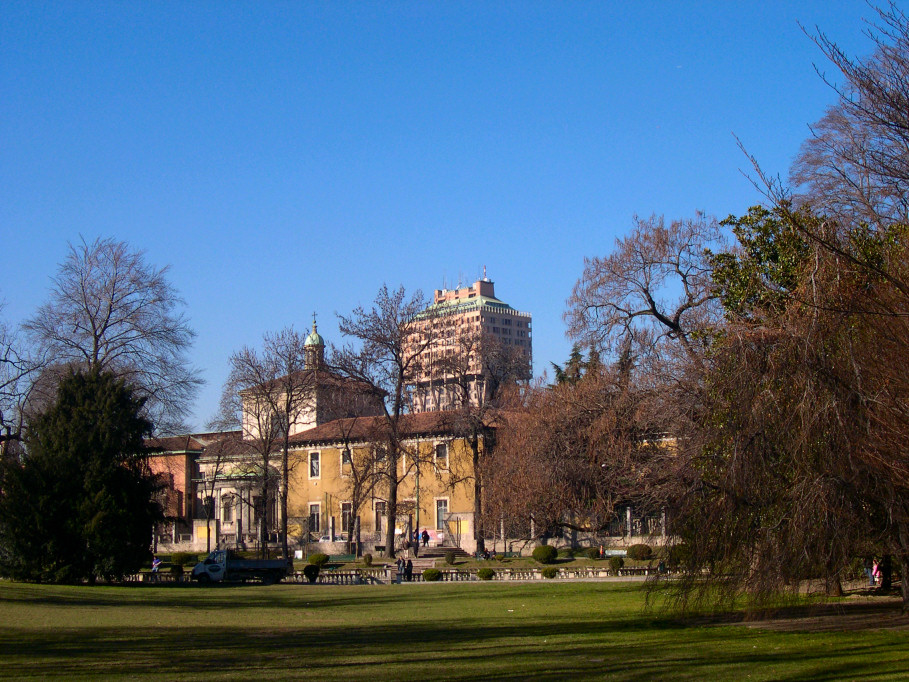
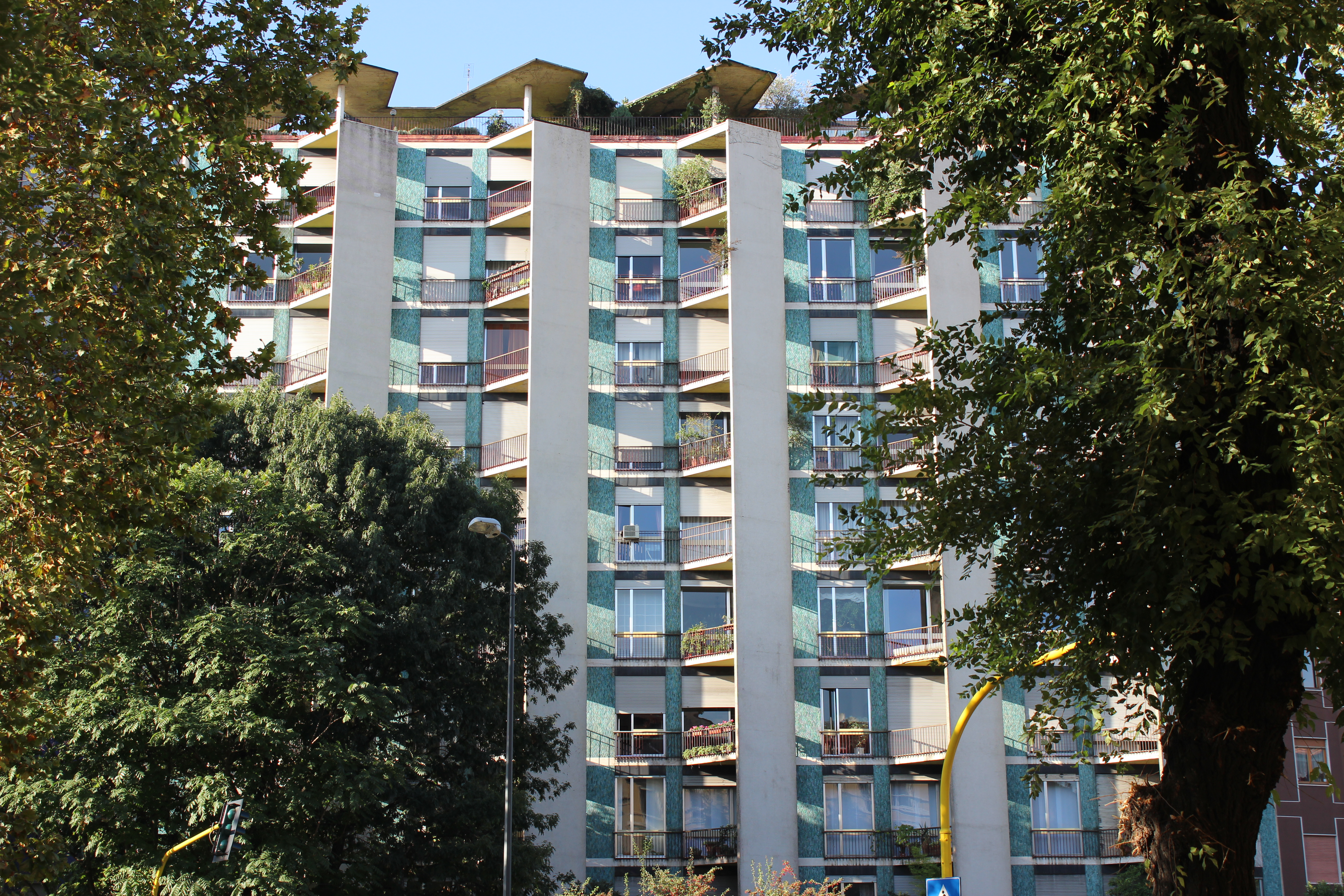
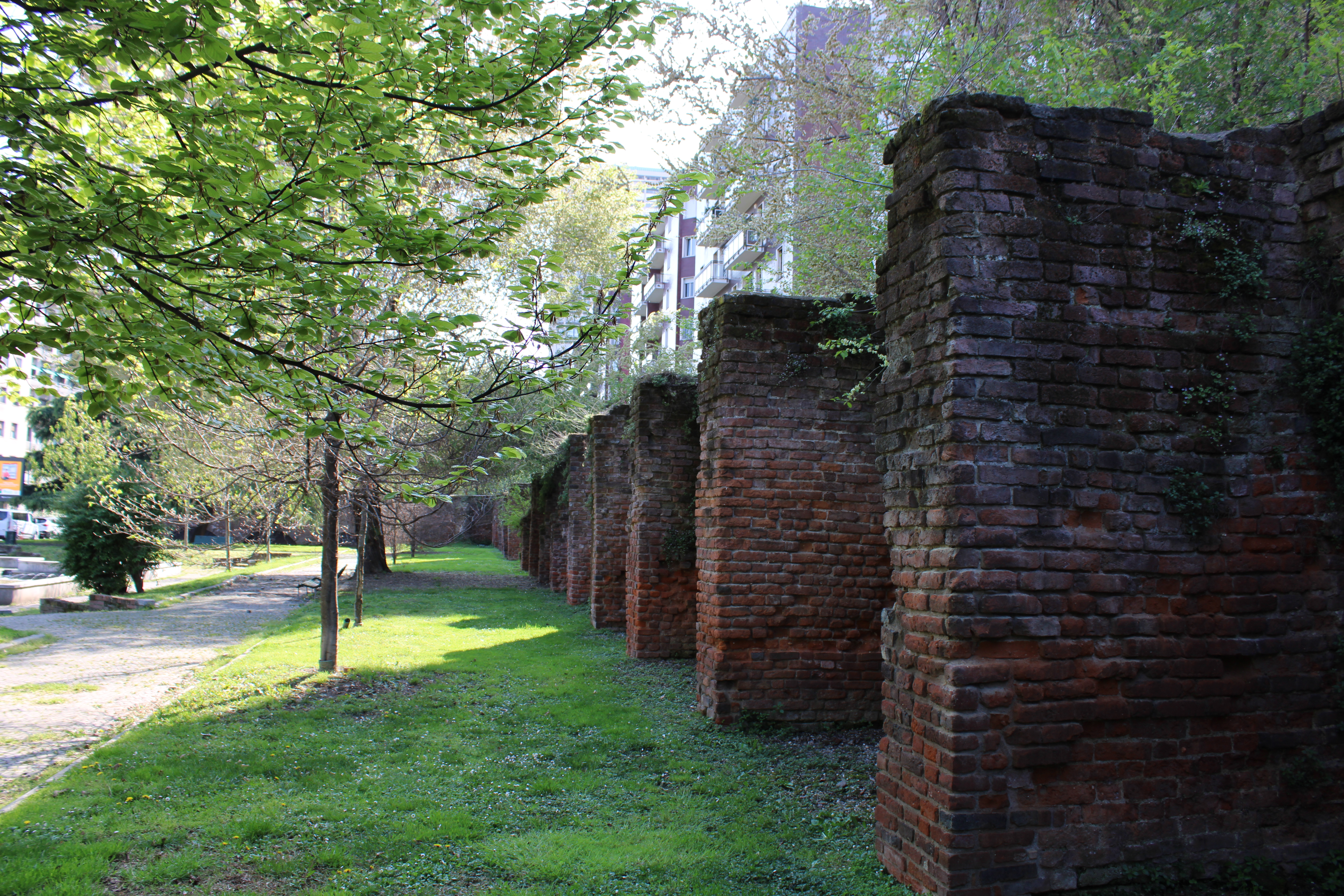
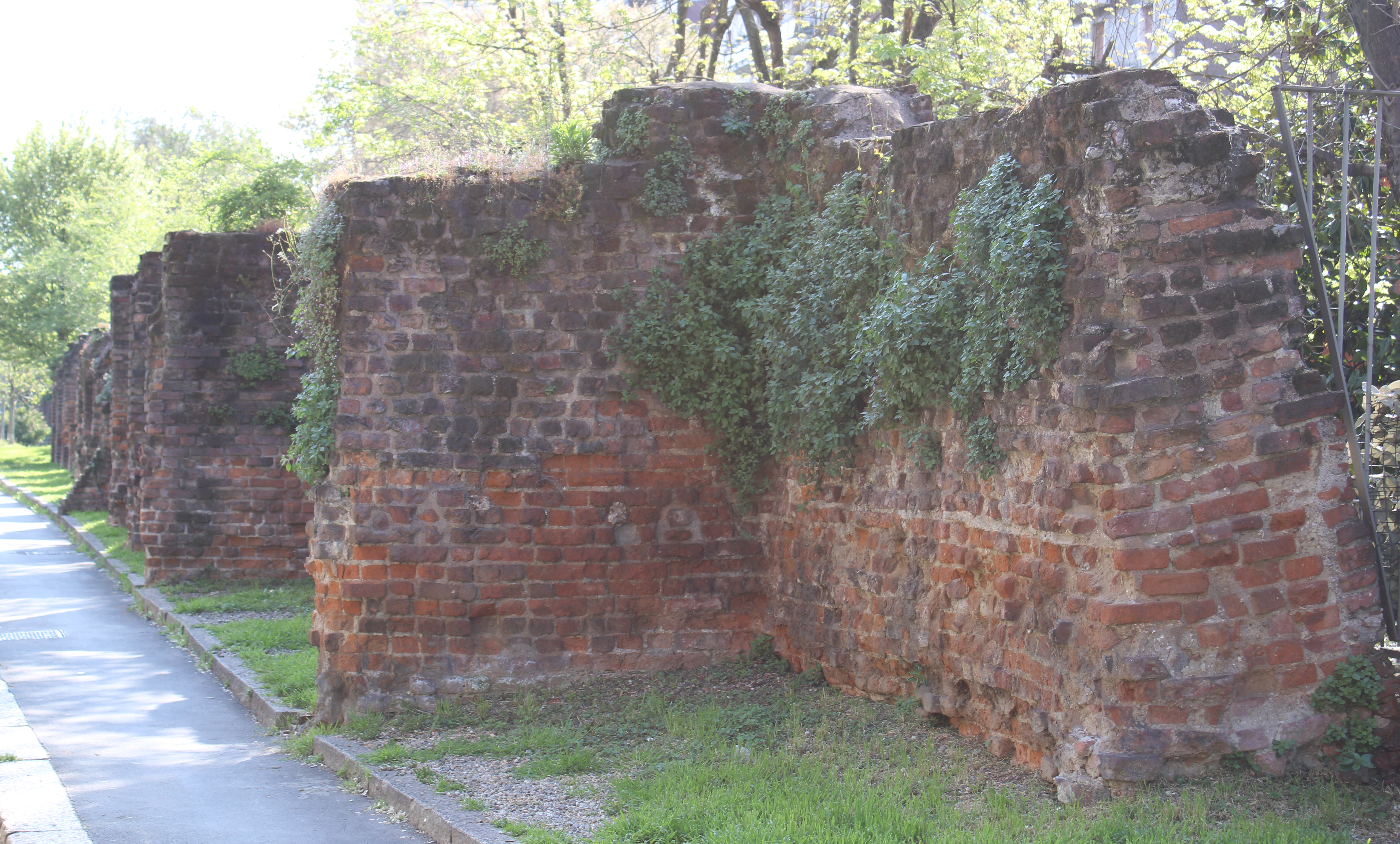
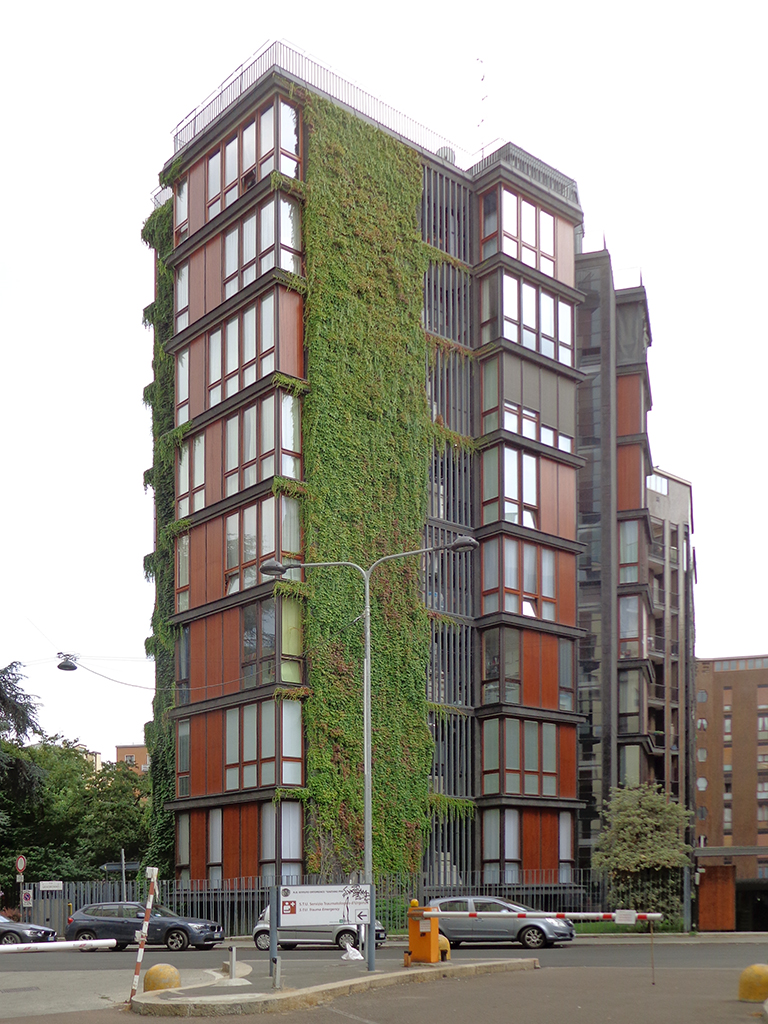
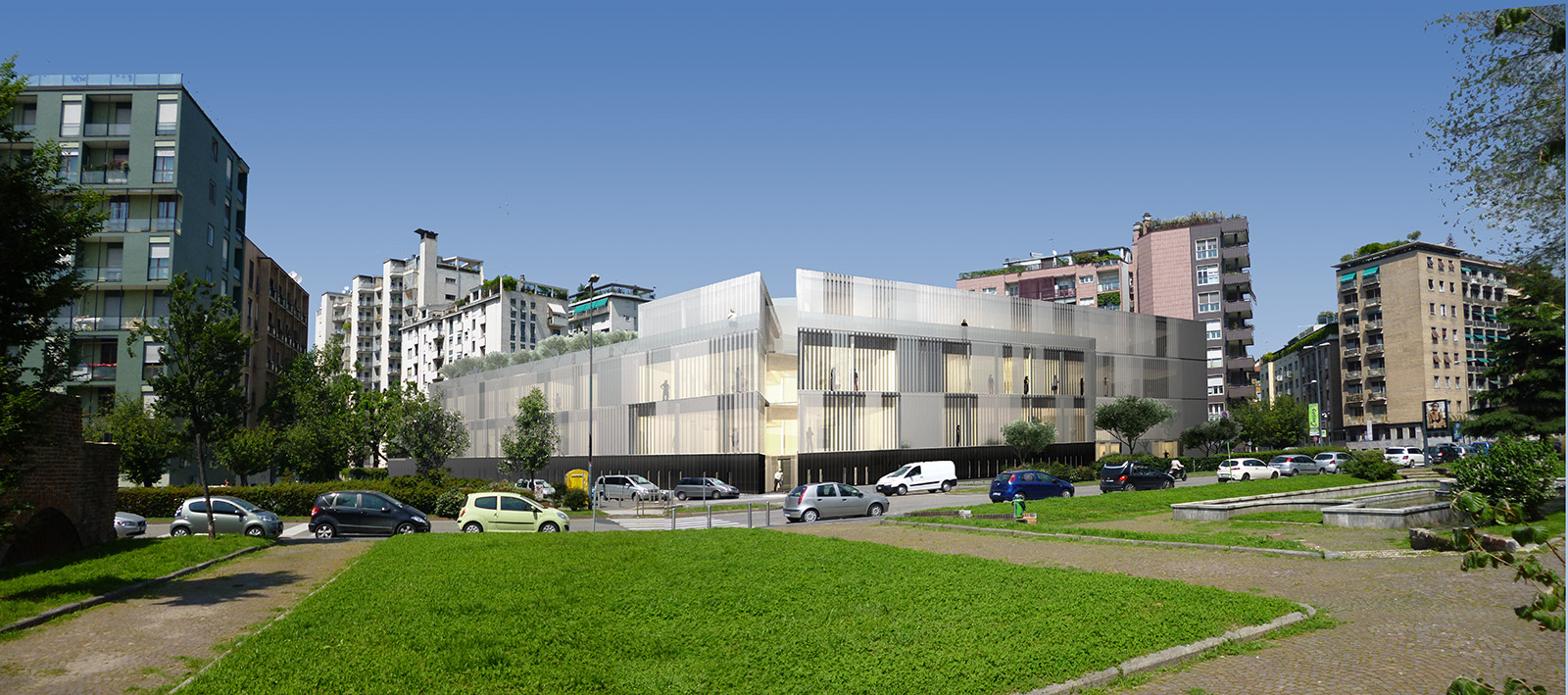